# Gerry Moro
Gerry Moro (eigentlich Guerrino Moro; * 17. April 1943 in San Martino al Tagliamento, Italien) ist ein ehemaliger kanadischer Stabhochspringer und Zehnkämpfer.
1962 wurde er bei den British Empire and Commonwealth Games in Perth Vierter im Stabhochsprung.
Bei den Olympischen Spielen 1964 in Tokio wurde er Zehnter im Stabhochsprung und kam im Zehnkampf auf den 16. Platz.
1966 gewann er bei den British Empire and Commonwealth Games in Kingston jeweils Bronze im Stabhochsprung und im Zehnkampf.
Beim Zehnkampf der Olympischen Spiele 1972 in München gab er nach sechs Disziplinen auf.
Dreimal wurde er Kanadischer Meister im Stabhochsprung (1964, 1966, 1968) und zweimal im Zehnkampf (1965, 1972).

## Persönliche Bestleistungen
- Stabhochsprung: 4,95 m, 30. August 1967, Santa Barbara
- Zehnkampf: 7699 Punkte, 1972